# Pig Latin
Pig Latin (på pig latin: igpay atinlay) (kan översättas från engelskan till svenskan som grislatin eller det bättre rimmande svinlatin) är ett kodspråk som används företrädesvis av barn i engelskspråkiga länder. Ord som inleds med en vokal får ändelsen -way. I ord som inleds med en eller flera konsonanter flyttas dessa till slutet av ordet, som därefter får det ändelsen -ay.
Uttrycket "grislatin" kan också användas för olika typer av låtsaslatin eller språkligt felaktig latin, men det heter då oftare "dog latin".

## Exempel
- My name is Eric:

–Ymay amenay isway Ericway.
- Please, shut your mouth and hide your teeth:

–Easeplay, utshay yourway outhmay andway idehay yourway eethtay.

## På svenska
Svinlatin är en svensk variant som använder -öff som ändelse i stället för -ay, och således gör kopplingen till grisar mer uppenbar. Svinlatin förekommer bland annat i böckerna i Siv Cederings griskvadrologi[källa behövs]. En annan variant använder ändelsen -all och brukar därför kallas för allspråket.